# LGD Gaming
LGD Gaming là 1 tổ chức thể thao điện tử chuyên nghiệp Trung Quốc có trụ sở tại Hàng Châu. Đây là một trong những tổ chức thể thao điện tử lâu đời nhất ở Trung Quốc và hiện có người chơi thi đấu trong Dota 2, Vương Giả Vinh Diệu, Liên Minh Huyền Thoại, Overwatch, PUBG.
Đội tuyển Liên minh huyền thoại của họ thi đấu tại League of Legends Pro League (LPL), giải đấu Liên Minh Huyền Thoại chuyên nghiệp đỉnh cao nhất tại Trung Quốc.

## Liên Minh Huyền Thoại

### Lịch sử
LGD Gaming thành lập đội tuyển Liên Minh Huyền Thoại của họ vào ngày 20 tháng 2 năm 2012, với Zhou "Bug" Qilin dẫn dắt đội. Sau TGA Grand Prix 2012, LGD đã đủ điều kiện tham dự Vòng chung kết khu vực Trung Quốc mùa 2, nhưng đã thất bại sau khi để thua Invictus Gaming. Vào năm 2013, Tencent đã tạo ra loạt giải vô địch đầu tiên của Trung Quốc, League of Legends Pro League (LPL). LGD đã không đủ điều kiện tham dự giải đấu trong cả mùa xuân và mùa hè, nhưng LGD đã thành công vào năm sau, khi họ đủ điều kiện tham dự LPL Mùa Xuân 2014. Cũng trong mùa giải đó, LGD đứng thứ năm và không đủ điều kiện tham dự Vòng loại trực tiếp (Play-offs). Tuy nhiên, trong mùa giải LPL Mùa hè 2014, LGD xếp thứ tư và đủ điều kiện tham dự Vòng loại trực tiếp, nơi họ thua EDward Gaming 0–3 ở vòng đầu tiên và Star Horn Royal Club 1–3 ở nhánh thua, LGD dừng chân tại ở vị trí thứ 4. LGD đã không thể vượt qua vòng loại Giải vô địch thế giới 2014 sau khi thua OMG ở vòng loại cuối cùng trong Vòng chung kết khu vực Trung Quốc 2014.
Sau khi không đủ điều kiện tham dự Giải vô địch thế giới 2014, LGD đã quyết định ký hợp đồng với các tuyển thủ Hàn Quốc với hy vọng đủ điều kiện vào năm sau, người đi đường dưới Gu "imp" Seung-bin, người đi đường trên Choi "Acorn" Cheon-ju và Lee "Flame" Ho-jong lần lượt được mua lại từ Samsung White, Samsung Blue và CJ Entus Blaze. LGD đứng thứ sáu trong mùa giải LPL Mùa Xuân 2015 với thành tích 7 thắng – 5 hoà – 10 thua, đủ điều kiện tham dự vòng loại trực tiếp. Ở vòng loại trực tiếp, họ đã gây bất ngờ ngoài sự mong đợi khi đánh bại cả OMG và Snake Esports, những đội lần lượt đứng thứ 3 và thứ 2, và cả hai trận LGD quét sạch cả 2 đối thủ với cùng tỉ số 3–0. Qua đó, LGD đủ điều kiện vào trận chung kết, nơi họ thua sát nút 2–3 trước EDward Gaming.